# 수원다산중학교
수원다산중학교(水原茶山中學校)는 대한민국 경기도 수원시 영통구 이의동에 있는 공립 중학교이다.

## 학교 연혁
- 2013년 3월 1일 : 수원다산중학교 개교
- 2013년 3월 1일 : 초대 정의호 교장 취임
- 2014년 2월 12일 : 제1회 졸업식 110명
- 2022년 9월 1일 : 제4대 한기수 교장 취임
- 2023년 1월 7일 : 제10회 졸업식 327명
- 2023년 3월 2일 : 입학식 365명

## 참고 자료
- 수원다산중학교 - 한국교육학술정보원 학교알리미